# Bahram Čobin
Bahram Čobin, tudi Čubin in Čobina (perzijsko بهرام چوبین), slavni general in poveljnik perzijske armade (Eran spahbod) iz 6. stoletja, ki si je uzurpiral perzijski prestol in leta 590-591 vladal kot Bahram VI., * ni znano, † 592.

## Življenjepis

### General
Bahram Čobin je bil član družine Mihran iz enega od sedmih partskih klanov, ki je svojo prvo veliko zmago izbojeval v Heratu leta 589. V bitki je porazil veliko gokturško vojsko, ki je bila petkrat večja od njegove.  Bahram se je zanašal na disciplinirano in vrhunsko izurjeno perzijsko težko konjenico, ujel Turke v past in ubil njihovega kagana Baga. 

### Perzijski šah
Po manjšem porazu v bitki proti Bizantincem ga je šah Hormizd IV. ponižal, ker mu je za nošenje poslal ženska oblačila. Bahram se zato skupaj z glavnino perzijske vojske uprl in odkorakal proti Ktezifonu. Hormizda so njegovi vojaki ubili, njegov sin Kozrav II. pa se ni mogel upreti tako veliki armadi in je pobegnil na bizantinsko ozemlje. Njegov prestol je kot veliki kralj (šah) zasedel Bahram.

### Poraz
Kozravovo stric Bindoj, ki ga je spremljal v pregnanstvu, je z veliko bizantinsko armado cesarja Mavricija odkorakal v Armenijo, da bi napadel Bahrama, ki je medtem izgubil Ktezifon. Bahram se je umaknil v Azerbajdžan in po odločilnem porazu v bitki pri Blaratonu pobegnil k Turkom v Srednjo Azijo in se naselil v Fergani. Kmalu zatem ga je ubil plačani morilec, ki ga je poslal Kozrav II..

## Zapuščina
Bahram VI. je glavni junak in zgled za mnogo drugih junakov v perzijski literaturi. 
Vladavini "Hurmizda, sina Nušrivana" (Hormizd IV.)  in "Kozrava Parviza" (Kozrav II.) je posvečenih nekaj poglavij VIII. dela obsežne epske pesnitve Šāhnāmeh (Knjiga kraljev), ki jo je okoli leta 1000 napisal Firdusi. Zanimivo je, da je Firdusi približno enako veliko prostora kot njima posvetil tudi Bahramu Čobinu.
Po arabski zasedbi perzijskega Sasanidskega cesarstva in njegovi islamizaciji so na oblast prišli Samanidi, ki so svojo legitimnost uveljavljali s trditvijo, da so potomci Bahrama Čobina.